# Procédure européenne de règlement des petits litiges
 (mai 2021).
La procédure européenne de règlement des petits litiges (ESCP) (règlement de l'UE n° 861/2007 tel que modifié par le règlement n° 2421/2015) est la procédure européenne conçue pour simplifier et accélérer les demandes transfrontalières jusqu'à 5 000 € et disponible pour les parties à un litige comme alternative à la procédure existante en vertu des lois des États membres. Sont exclues les créances liées aux questions fiscales, douanières ou administratives, les affaires de droit de la famille et les questions de pension alimentaire, les affaires d'emploi et de sécurité sociale et les affaires de faillite.
L'ESCP est particulièrement utile si vous ne souhaitez pas être représenté par un avocat. En outre, il est conçu pour être relativement rapide, facile à utiliser et moins coûteux que d'autres procédures.
Une décision rendue dans le cadre de la procédure européenne de règlement des petits litiges est reconnue et a force exécutoire dans un autre État membre sans qu'une déclaration constatant la force exécutoire soit nécessaire et sans qu'il soit possible de s'opposer à sa reconnaissance.
L’ESCP a été initialement transposée en droit français en 2008 au travers d'un chapitre spécifique inséré dans le Code de procédure civile (articles 1382 à 1391 du Code de procédure civile, CPC).
SCAN - Small Claims Analysis Net (scanproject.eu) est un projet financé par l'UE et coordonné par l'Université de Naples Federico II, impliquant 8 autres partenaires dans le consortium. L'objectif principal est d'assurer la mise en œuvre efficace et pratique de la procédure européenne de règlement des petits litiges  qui a été introduite par le règlement de l'UE n° 861/2007 tel que modifié par le règlement n° 2421/2015.